# Мардук-апла-іддіна II
Мардук-апла-іддіна II (д/н — бл. 694 до н. е.) — цар Вавилону близько 722—710 та 703—702 до н. е. Ім'я перекладається як «Мардук дарував мені спадкоємця». В Біблії згадується як Беродах Баладан.

## Життєпис

### ВолодарКраїни Моря
Походив з халдейського племені якін, можливо був нащадком царя Еріба-Мардука. Точний час, коли він очолив своє плем'я, невідоме. Втім на 729 році до н. е. стає гегемоном півдня Месопотамії, що випливає з його титулатури — «цар Країни Моря». В цей час ймовірно спочатку намагався надати допомогу вавилонському цареві Набу-мукін-зері у війні проти ассирійського царя Тіглатпаласара III, але зрештою був вимушений був визнати зверхність останнього. Зберігав залежність від Ассирії до 722 року до н. е.

### Перше правління у Вавилоні
У 722 році до н. е., після смерті царя Улулая захопив Вавилон і оголосив себе царем. Для зміцнення свого становища уклав антиассирійський союз з Еламом.
У 721 році до н. е. новий ассирійський цар Шаррукін II виступив проти Вавилону. У битві біля Дері еламітські війська на чолі із царем Хумбан-нікашем завдали ассирійцям нищівної поразки. Мардук-апла-іддіна II до початку бою запізнився. Вавилоняни прибули тільки тоді, коли ассирійці вже почали тікати. Ймовірно через конфлікти вавилоняни і еламіти не змогли захопити Дер, повернувшись до своїх володінь.
Водночас намітився конфлікт зі жрецтвом і знаттю, оскільки цар став захоплювати кошти та інші скарби храмів для зведення фортець й збільшення армії. Водночас його централізаторська і податкова політика викликала невдоволення населення провінцій.
У 710 році до н. е. почалася нова війна з Ассирією. Війська Шаррукіна II посунули на південь двома групами — одна мала відрізати Вавилонію від головного союзника — Еламу, а інша на чолі з самим царем йшла прямо на Вавилон. Ассирійський цар оголосив про дарування земель між Еламом і Вавилонією храму Есагіла в Вавилоні, що спричинило перехід жрецтва на бік ассирійців.
На підступах до самого Вавилону ассирійців чекав Мардук-апла-іддіна II на чолі свого війська. В запеклій битві ассирійці перемогли, внаслідок чого вавилонському цареві довелося відступати до Примор'я (колишнього Шумеру). Ассирійський цар мирно увійшов до Вавилону, де коронувався.
Після цього Шаррукін II пішов на приморську область і захопив її, а 90 тисяч халдеїв і 18 тис. арамеїв звідти виселив до Ассирії. Мардук-апла-іддіну II вдалося врятуватися і сховатися серед недоступних боліт Примор'я. Вавилонській знаті були повернуті конфісковані землі. Вавилон, Сіппар і Ніппур отримали назад свої привілеї і автономію, дещо менші права були надані ще 9 містам Вавилонії. В 707 році до н. е. ассирійський цар з величезною здобиччю повернувся до Ассирії.

### Друге правління у Вавилоні
Після смерті Шаррукіна II 705 році до н. е. долучився до антиассирійської коаліції, яку організували Елам і Єгипет (сюди також увійшли Тир, Юдея, філістимляни, фінікійські міста-держави, Арам. Мардук-апла-іддіна II 704 року до н. е. скористався помилкою нового ассирійського царя Сін-аххе-еріби пройти офіційні ритуали для сходження на вавилонський трон, почавши загальне повстання. Ймовірно на цей час приходиться посольство до юдейського царя Єзекії (згадується в Другій книзі царів).
Тим часом, в умовах, коли вавилонський трон пустував, місцева знать вирішила сама вибрати свого царя, яким став Мардук-закір-шумі II. Це змусило Мардук-апла-іддіну діяти негайно, не очікуючи доки буде завершено підготовку до загального повстання проти Ассирії, тож він за допомогою еламського царя Шутрук-Наххунте II 703 року до н. е. захопив Вавилон. Виступи проти Ассирії поширилися усім Близьким Сходом. Втім ассирійський цар діяв доволі швидко.
Вже 703 року до н. е. ассирійці в битві під Кішем завдали поразки Мардук-апла-іддіні II.Через декілька днів впав Вавилон. Потім ассирійці вторглися в південну Вавилонію, де переважало халдейське населення. В анналах Сін-аххе-еріба повідомляється про захоплення 75 великих міст і 420 малих. У захоплених містах халдейське та арамейське населення потрапляло в полон. Всього в Ассирію було виведено 208 тисяч людей. Сплюндрувавши південні регіони країни, Сін-аххе-еріба 702 року до н. е. посадив на трон свого ставленика Бел-Ібні.

### Спроба відновити владу
Вже у 701 році до н. е. Мардук-апла-іддіна II поновив антиассирійські дії. Він домігся, що Бел-Ібні оголосив незалежність від Ассирії. В 700 році до н. е. Сін-аххе-еріба захопив Вавилон, скинув з трону Бел-Ібні, а на вавилонський престол посадив свого сина Ашшур-надін-шумі. Потім він спустошив Примор'я, де розташовувався володіння племінного союзу якін — опори Мардук-апла-іддіни. Той, не наважуючись на відкритий бій з ассирійцями і сівши на кораблі з родиною, охороною, скарбами та статуями богів, втік до Еламу до міста Нагіду на одному з островів в дельті річок Карху та Керхе, яке йому подарував еламський цар. Оскільки ассирійці не мали тоді флоту, то не переслідували втікачів. Втім у полон до них потрапили брат та декілька синів Мардук-апла-іддіни.

### Останні роки
Деякий час вів життя власника самостійного володіння. Втім напевне готував плани повернення до Вавилонії. Проте 694 року цар Сін-аххе-еріба збудував дворядні бойові кораблі та багато траспортних. Ассирійська армія завантажилася на судна і несподівано з'явилася біля берегів Еламу. Спершу було зруйновано та пограбовано велике місто Нагіду — володіння колишнього вавилонського царя. В результаті халдеїв було частково знищено, частково захоплено. Проте Мардук-апла-іддіни серед загиблих не було. За різними версіями він помер на початку походу (можливо вчинив самогубства), або втік до двору еламського володаря.